# دوع صيني

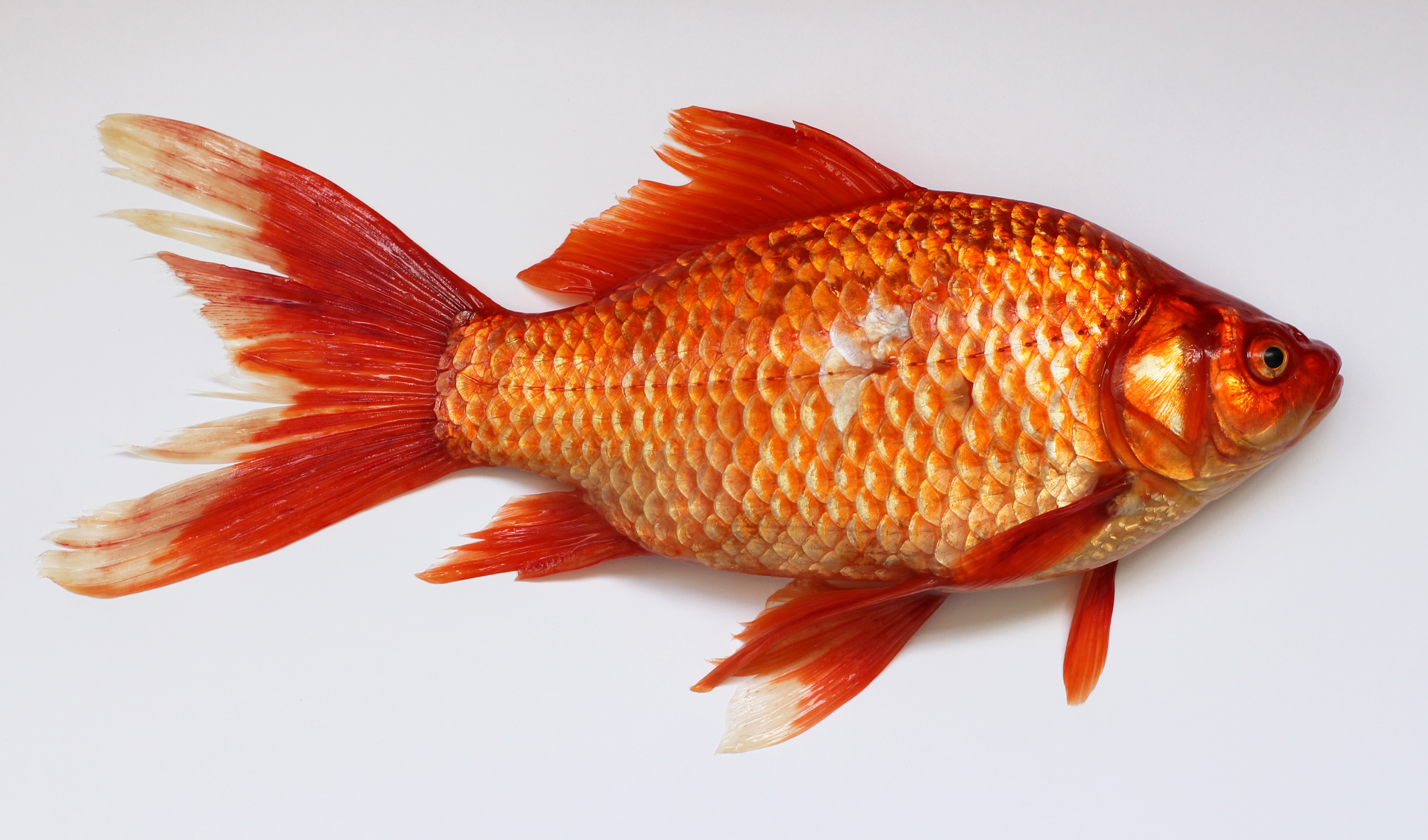
دوع صيني برتقالي اللون الذي يصطاد من البحار مع تلوين يشبه السمك الذهبي.

الدُّوْع الصيني نوعٌ من جنس الدوع في فصيلة الشبوطيات. وهو شبوط متوسط الحجم لا يتجاوز وزنه ٣ كغ وطول ٤٥ سم. يغلب فيها الفضي ولكن توجد اختلافات أخرى في اللون. وهي آكلة اللحوم وتتغذى على العوالق واللافقاريات والمواد النباتية والمخلفات. مهدها سيبرية وهي الآن موجودة في البحيرات والبرك والأنهار البطيئة الحركة في جميع أنحاء أوروبا وأمريكا الشمالية وآسيا. يعد الدوع الصنين من أنواع الأسماك الغازِيَة في المناطق الواقعة خارج نطاق تواجده الأصلي فهي تتكاثر وتنتشر بسرعة. أظهر العلماء في عام 2020 أن نسبة صغيرة من سرئه المخصب الذي تبتلعه الطيور المائية، يبقى على قيد الحياة ويمر عبر الجهاز الهضمي ويفقس بعد استعادته من البراز. تُظهر الطيور رغبة لسرئه وينتج منه مئات الآلاف. إذا ثبت في ظل الظروف الطبيعية، يمكن أن يكون نثر سرئه مصدر قلق كبير للحفاظ على التنوع البيولوجي للمياه العذبة.